# Farès Chaïbi
Farès Chaïbi (arabisch فارس شايبي, DMG Fāris Šāyibī; * 28. November 2002 in Bron, Frankreich) ist ein algerisch-französischer Fußballspieler. Der Linksaußen steht beim Bundesligisten Eintracht Frankfurt unter Vertrag und ist algerischer A-Nationalspieler.

## Name
Wenn im Französischen über einem Vokal zwei Punkte stehen, wie beim „ ï “ des Nachnamens, wird die an dieser Stelle beginnende Silbe bei der Aussprache abgesetzt, wie z. B. auch bei Citroën oder Noël.

## Karriere

### Verein
Geboren und aufgewachsen in Frankreich, hatte der algerischstämmige Farès Chaïbi bis 2019 für den FC Lyon gespielt, bevor er in die Jugendabteilung des FC Toulouse wechselte. Am 7. August 2022 gab er im Alter von 19 Jahren beim 1:1 gegen den OGC Nizza sein Profidebüt in der Ligue 1. Bei der 1:2-Niederlage am 17. September 2022 im Auswärtsspiel gegen den OSC Lille gelang Chaïbi mit dem Treffer zum zwischenzeitlichen 1:1-Ausgleich sein erstes Pflichtspieltor für die Profis. In der Saison 2022/23 fehlte er in zwei Spielen wegen einer Blinddarmoperation, ansonsten verpasste er kein Spiel und stand meist in der Anfangsformation. Mit seiner Mannschaft schaffte Chaïbi den Klassenerhalt und gewann zudem den französischen Pokal, nachdem im Finale der Titelverteidiger FC Nantes mit 5:1 geschlagen worden war.
Kurz nach Beginn der Spielzeit 2023/24 wechselte Chaïbi nach Deutschland zum Bundesligisten Eintracht Frankfurt, bei dem er einen Fünfjahresvertrag unterschrieb.

### Nationalmannschaft
Am 23. März 2023 gab Chaïbi in der Qualifikation für den Afrika-Cup 2024 gegen den Niger sein Debüt für die algerische A-Nationalmannschaft.

## Erfolge
FC Toulouse
- Französischer Pokalsieger: 2023